# Царівни
«Царівни» (рос. Царевны) — російський анімаційний серіал, створений анімаційною студією «Млин». Продюсерами проекту виступили: Сергій Сельянов, В'ячеслав Муругов, Олександр Боярський, Наталія Іванова-Достоєвська, Ксенія Гордієнко та Людмила.
Прем'єра відбулася 1 вересня 2018 року на телеканалі СТС Kids. Прем'єра на телеканалі СТС — 23 вересня 2018 року.

## Сюжет
Мультсеріал розповідає про пригоди п'яти юних чарівниць, які тільки-но починають вчитися справжній магії. Усі «Царівни» прибули з різних царств-держав навчатися магії у шкільництві на таємничий острів Дивногор'є. Багато разів перемагають Бабу Ягу. У серії «Захисниці» до них приєднуються Царевичі Васко та Лі Ван.

## Персонажі

### Головні герої
| Ім'я                       | Опис | Озвучування                                      |
| -------------------------- | --- | ------------------------------------------------ |
| Варвара Краса — Довга Коса | Царівна, учениця школи чаклунства. Коси, незважаючи на ім'я, не має. Катається на скейті. За допомогою свого гребінця може створювати свої копії, щоправда, не завжди користується цим у благих цілях. | Катерина Гороховська                             |
| Василиса — Царівна Жаба    | Царівна, учениця школи чаклунства. Може перетворюватися на жабу, проте соромиться своїх магічних здібностей. У серії «Чарівниця води» з'ясовується, що вона також здатна керувати водою. Емоційна і трохи примхлива. Постійно милується на себе у дзеркальці та вважає, що головна сила чарівниці – це краса.                                                                                              | Юлія Рудіна                                      |
| Дар'я — Царівна Несміяна   | Учениця школи чаклунства. Найвища і найвідповідальніша з усіх царівен. Не любить жартувати. Якщо дуже засмутиться, може затопити сльозами всю школу. Вміє зупиняти і знову запускати час, сказавши слово «Припиніть!». При цьому всі оточуючі, окрім самої царівни, завмирають та відмирають. Даша — ділова, рішуча та цілеспрямована. Вважає, що марнувати час на витівки марно. Варя називає її "Дашка". | Наталія Терешкова                                |
| Царівна Олена Прекрасна    | Учениця школи чаклунства. Може керувати природою та створювати сніг. Чарівна, скромна і дуже добра дівчинка, готова допомагати всім подружкам, також каже різними голосами. Стала старостою класу. | Єлизавета Захар'єва-Чабан                        |
| Соня - Спляча Царівна      | Учениця школи чаклунства. Любить пончики. Як і належить сплячій царівні, вона набагато частіше спить, ніж не спить. Вміє керувати снами. Мила та ніжна. Постійно засинає навіть на уроках магії. Ніколи не розлучається зі своїм м'яким ведмежати. | Олена Кононова, Маріанна Мокшина (35—37 епізоди) |

### Другорядні персонажі
| Ім'я           | Опис | Озвучування                |
| -------------- | --- | -------------------------- |
| Кощій Кощеевич | Директор, і вчитель школи чаклунства. На відміну від російських казок, тут він набагато молодший. До того ж, він позитивний і не негативний персонаж. Веде уроки і часто виховує всіх царівни.                                | Станіслав Концевич         |
| Кіт Баюн       | Викладач у школі чаклунства. Друг та помічник Кощія Кощеєвича. Допомагає йому виховувати всіх царівни. | Сергій Мардар              |
| Марлен         | Секретарка Кощея, і навіть вчителька. Допомагає Кощію та Коту Баюну виховувати всіх царівни і дуже за них переживає. | Марія Цвєткова-Овсяннікова |
| Сова           | Працівниця школи, кухар. Іноді намагається творити чудеса, але особливого успіху не досягає. Пізніше навчилася сльозами пожвавлювати рослини.                                                                                 | Світлана Кузнєцова         |
| Арчі           | Приведення, що при школі. Раніше він жив у Марлен. Добрий, але сором'язливий ніколи не говорить. Любить побешкетувати. | Без озвучки                |
| Баба Яга       | Зла чаклунка, що живе неподалік школи. Іноді капостить всім царівнам та персоналу. Мріє заволодіти голкою із безсмертям Кощія. Як і він, тут вона набагато молодша, ніж у казках.                                             | Сергій Дьячков             |
| Хатина         | Хаба Баби Яги. Як і в російських народних казках, вона на курячих ніжках і постійно кукурікає. | Костянтин Бронзит          |
| Царевич Лі Ван | Учень школи чаклунства. Згадується в епізоді "Лицар ордену шпильки", перша поява - епізод "Захисниці". Родом із царства Семи Вершин, що нагадує Китай. Мріє стати героєм.                                                     | Олександр Биковський       |
| Царевич Васко  | Учень школи чаклунства. Згадується в епізоді "Лицар ордену шпильки", перша поява - епізод "Захисниці". Родом із Ельдорадо. Добре володіє бумерангом. Особливої знатністю не відрізняється, але при цьому він – надійний друг. | Валерій Смекалов           |

## Актори озвучування
| Актор                      | Роль                                                                                   |
| -------------------------- | -------------------------------------------------------------------------------------- |
| Катерина Горохівська       | Варя, Клони Варі, Задзеркалля Варі                                                     |
| Юлія Рудіна                | Василиса Зітхання картотеки, Відлуння Дивних гір, Задзеркалля Василиси, Мрія 3, Мрія 1 |
| Наталія Терешкова          | Даша, Задзеркалля Даші                                                                 |
| Єлизавета Захар'єва-Чабан  | Оленка                                                                                 |
| Алена Кононова             | Соня, Задзеркалля Соні                                                                 |
| Маріанна Мокшина           | Соня                                                                                   |
| Станіслав Концевич         | Кощій Безсмертний                                                                      |
| Сергій Мардар              | Кіт Баюн                                                                               |
| Марія Цвєткова-Овсяннікова | Марлен, Птах-поюн                                                                      |
| Світлана Кузнєцова         | Сова                                                                                   |
| Сергій Дьячков             | Баба Яга                                                                               |
| Костянтин Бронзит          | Хатинка                                                                                |
| Олександр Биковський       | Лі Ван                                                                                 |
| Валерій Смекалов           | Васко, Клоун                                                                           |
| Галина Чигинська           | Посмішка Кладової                                                                      |
| Олена Шульман              | Пилосос Єгорка                                                                         |
| Олександр Боярський        | Дуб, Лісовик, Великий Зірочот                                                          |
| Олег Куликович             | Професор Грюнвальд                                                                     |
| Андрій Левін               | Ведмедик                                                                               |
| Антон Кобзар               | Пряничок, Прянички                                                                     |
| Михаїл Черняк              | Читає назву епізоду                                                                    |
| Світлана Арзуманова        | Птах Поюн                                                                              |

## Знімальна група
Автори ідеї: М. Соколов, Є. Коренкова.
Режисери серіалу: Олена Галдобіна, Антон Кобзар, Олександра Шоха.
Режисери аніматика: Костянтин Бронзит, Олена Галдобіна, Федор Дмитрієв,  Дарина Шмідт, Рінат Газізов, Людмила Клінова, Олег Кім, Олексій Судаков, Ганна Миронова, Олексій Пічужин, Олександр Мальгін, Костянтин Бірюков] [Феоктистів, Костянтин Олександрович|Костянтин Феоктистів, Катерина Салабай, Євгенія Щербакова, Людмила Стеблянко, Дмитро Домінін, Антон Рудін.
Автори сценарію: Дарина Шмідт, Олена Галдобіна, Олександр Боярський, Федор Дмитрієв, Світлана Саченко, Олександра Шоха, Катерина Кожушана, Марія Зелінська, Олег Бубнов, Ольга Образцова, Євген Скуковський, Наталія Румянцева, Денис , Дмитро Капін, Аліна Соколова, Олександр Дружинін, Олександр Синіцин, Максим Нестеров, Ольга Образцова, Юлія Іванова, Бубнов, Олександр Анатолійович Олександр Бубнов, Йордан Кефаліді, Олена Ляліна, Дейві Мур, Емма Хоган, Тетяна Бєлова, Аріна Чунаєва.
Художник-постановник: Андрій Якобчук.
Композитори: Михаил Чертищев, Георгій Жеряков, Михайло Тебеньков.
 Провідні аніматори: Ю. Кулешова, У. Акопян, М. Паукова, І. Велитченко.
Звукорежисери: Марія Барінова, Володимир Голоунін.
Монтажер: Роман Смородін.
Виконавчий продюсер: Ольга Лизо.
Продюсери: Сергій Сельянов, В'ячеслав Муругов, Олександр Боярський, Ксенія Гордієнко, Людмила Цой, Наталія Іванова-Достоєвська, Дарія Асташова.

## Див також
- Діснеївські принцеси
- Маша та Ведмідь
- Казковий патруль
- Лунтик
- Барбоскіни
- Млин
- СТВ
- СТС